# کولگرا، نورتن تریتوری
کولگرا (به انگلیسی: Kulgera) یک شهرک در استرالیا است که در قلمرو شمالی (استرالیا) واقع شده‌است.